# Las Miédolas

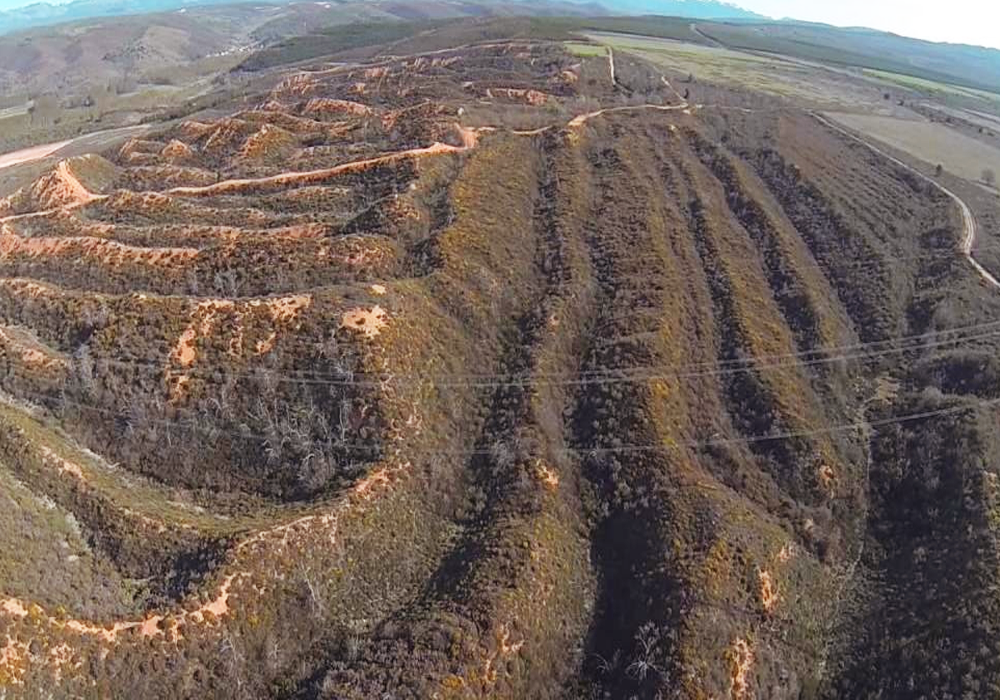
Extracción en peines y zanja canal.

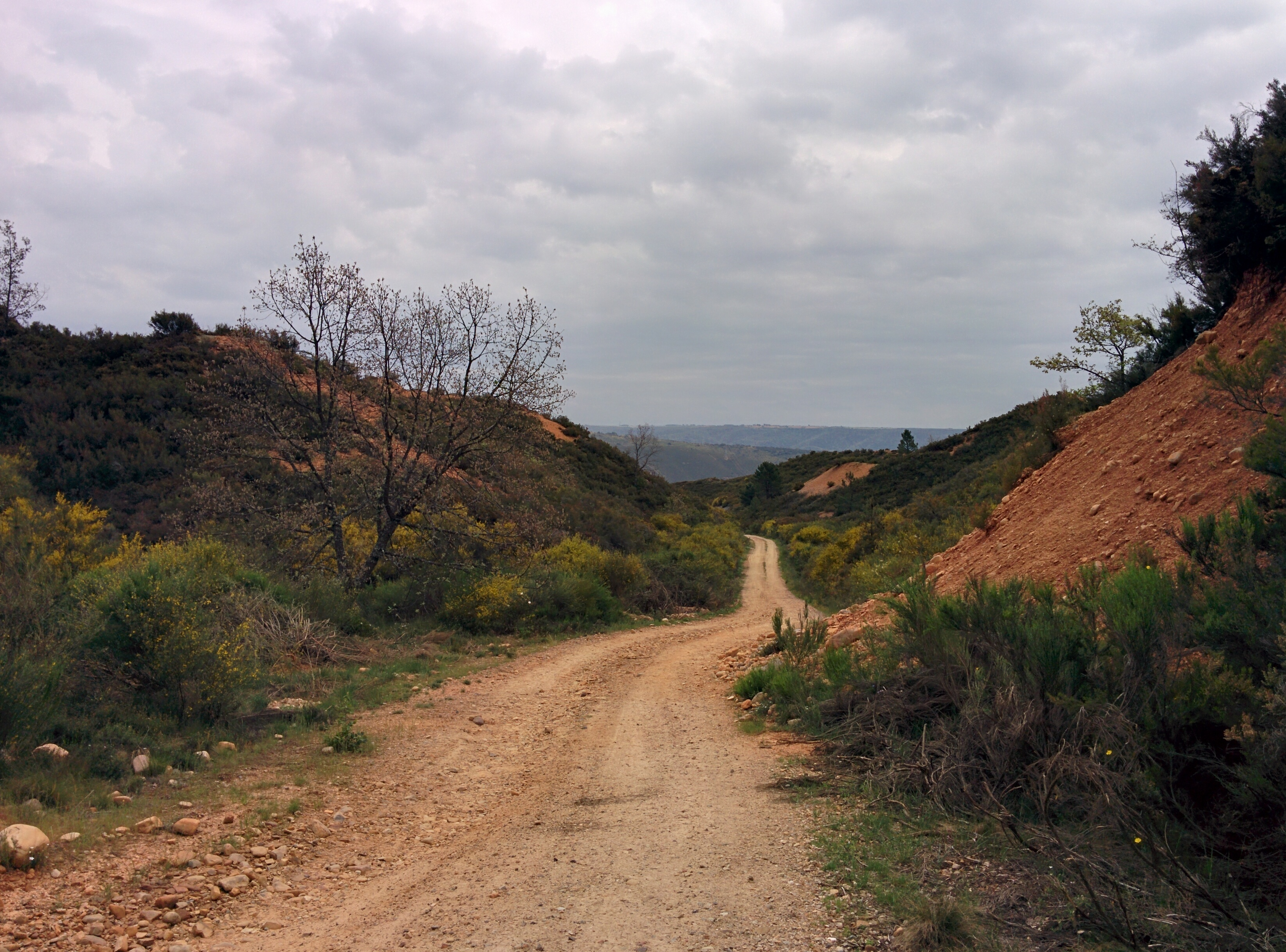
Camino a través de Las Miédolas

Se conoce como Miédolas, Miédulas o Médulas a los restos de explotaciones auríferas romanas en Las Omañas, en la provincia de León, España.

## Descripción
Las Miédulas, de menor extensión que las Médulas bercianas, pero no menos interesantes al presentar ejemplos de dos de los tres métodos principales utilizados para la extracción del oro en el noroeste peninsular. Uno de ellos era el sistema conocido como arado en peines o surcos, por los que arrastraba el agua los sedimentos ricos en oro, que se concentraba así en zonas donde era posible extraerlo por bateo. Esta técnica  permitía optimizar el rendimiento de la mina cuando el oro aparecía en capas superficiales del terreno. El segundo era la explotación en zanja-canal, en el que los surcos se excavaban con mayor pendiente para arrastrar el mineral presente a mayores profundidades.
Están compuestas por una red de canales que suman juntos más de cincuenta kilómetros de canalización romana diseñados para traer el agua desde la Sierra del Suspirón, a más de veinte kilómetros de distancia. Hay tres canales principales: dos de ellos discurren en paralelo, uno de ellos desde Murias de Ponjos y otro desde más abajo, desde el pueblo de Ponjos; recorren la ladera derecha de Valdesamario y desembocan en las Miédolas de Las Omañas. Uno tiene 21 kilómetros y medio y el otro, 17 kilómetros y medio. Existe un cuarto más arriba, que nace al pie del monte Arcos de Agua, en la cara Norte del Suspirón, y que, por El Pando, pasa a la cuenca del Tremor, de ahí salta otra vez a la cuenca del Omaña y desemboca en uno de los canales tras recorrer 8 kilómetros y medio.